# Leopold Sviták

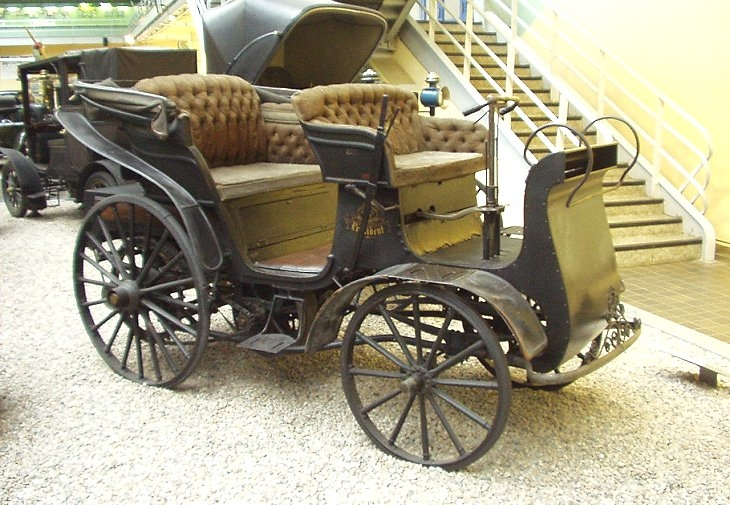
Automobil NW Präsident

Leopold Sviták (11. října 1856 Frenštát pod Radhoštěm – 10. prosince 1931 Hukvaldy) byl moravský automobilový vynálezce, který v letech 1897 až 1898 sestavil první rakousko-uherský osobní automobil NW Präsident.

## Životopis
Narodil se jako nejmladší syn do rodiny Josefa Svitáka dne 11. října 1856 ve Frenštátě pod Radhoštěm, ačkoliv všichni jeho sourozenci se narodili na Hukvaldech. V Hukvaldech navštěvoval obecní školu, kde byl jeho spolužákem budoucí hudební skladatel Leoš Janáček. V roce 1865 nastoupil na „hlavní školu“ u piaristů v Příboře, v letech 1866 až 1869 studoval na německém reálném gymnáziu v Novém Jičíně.
Po úmrtí matky Josefy, když bylo Leopoldovi pět let, se jeho otec Josef v roce 1864 znovu oženil s Marianou Kubošovou., která příliš nepřála studiu svého nevlastního syna. A Proto Leopold nastoupil ve svých třinácti letech dne 14. září 1869 do učení u zámečnického mistra Karla Nesvadby v Kroměříži. O dva roky později byl prohlášen tovaryšem zámečnickým a 30. listopadu 1872 si nechal na hukvaldské radnici vystavit pracovní knížku. Na svátek Tři králů 1873 se vydal s jedinou zlatkou v kapse a s bochníkem chleba v ranci do světa na „vandr,“ kde prožil různé veselé i smutné příhody, na něž ve stáří často vzpomínal. V roce 1875 do Lubna (Leoben) ve Štýrsku, kde přijal 20. března místo pomocníka u mistra zámečníka Josefa Kleina, kde pracoval s jedním menším přerušením do 4. listopadu 1877. Poté odešel do firmy Prunner, zaměřené na strojní zámečnictví, ve Vídeňském Novém Městě, kde zastával ve svých jedenadvaceti letech funkci mistra. Blízkost Vídně lákala, a tak tam Leopold záhy odešel a pracoval v oboru až do roku 1884.
Na naléhání svého čtyřiasedmdesátiletého otce se vrátil do rodného kraje a 1. září 1884 nastoupil jako dělnický předák u Ignáce Schustaly ve vagonce v Kopřivnici. V té době vagonka vyrobila právě stý vagon. Zajímavostí je, že dle záznamu z roku 1842 v Schustalově vandrovní knížce se Ignác Schustala učil coby tovaryš u Leopoldova otce. Dle Adolfa Pítra Bartoně mladšího stavěl Josef Sviták na Hukvaldech také vozy a bryčky. Poté, co Schustala založil továrnu, měla existovat mezi nimi dohoda, podle níž dělal Sviták na Hukvaldech sedlářkou práci pro Schustalu v Kopřivnici.
O dva roky později se Leopold Sviták stal mistrem a 16. prosince 1886 se v Jaktaři u Opavy oženil s Jenovefou Ondráčkovou, dcerou tamního kováře Františka Ondráčka a Kateřiny, rozené Neslarové. Leopold se s Jenovefou seznámil na Hukvaldech, když pobývala na faře. Samotná svatba byla velice smutná, protože právě v den svatby zemřela nevěstina matka. V témže roce se firma Schustala a spol. v Kopřivnici stala akciová společnost pod novou značkou „Nesselsdorfer Wagenbau-Fabriks-Gesellschaft, vormals Schustala a co.“ Dle notářského zápisu ze dne 1. listopadu 1888 přenechal Josef Sviták svému synu Leopoldu a snaše Jenovefě svůj domek č. 86 s polnostmi za částku 1200 zlatých s podmínkou používání tohoto majetku na dobu dožití otcem. 6. září 1891 zemřela macecha Mariana ve věku 76 let.

### První automobil v Rakousku-Uhersku
Čtyři roky po své transformaci v akciovou společnost svěřila firma Nesselsdorfer Wagenbau-Fabriks-Gesellschaft v lednu 1891 Leopoldu Svitákovi na zkoušku vedení soustružny, zámečnické dílny a kovárny. Už 1. ledna 1893 byl povýšen na dílovedoucího I. třídy (vrchním mistrem) s ročním platem 1200 zlatých a 80 zlatých přebytečného ročně. O rok později mu byl plat za zásluhy zvýšeny na 1500 zlatých ročně. V roce 1895 zemřel na Hukvaldech jeho otec Josef Sviták na záduchu. Pohřben byl v Rychalticích podobně jako jeho druhá manželka Mariana. Manželé Svitákovi se tedy ujali dědictví.
V roce 1895 nakoupila firma některé patenty firmy Benz a rozhodla se stavět automobily. To pro Leopolda znamenalo počátek nové, usilovné práce a přemýšlení, neboť musel vyrábět všechny potřebné součástky sám od základů, neboť v té době neexistovaly žádné podniky, jež by automobilové součástky vyráběly a dodávaly. Toto úsilí bylo korunováno úspěchem, v roce 1897 byla dokončena výroba prvního osobního automobilu v tehdejším Rakousku-Uhersku. Dostal název „Praesident“. Ještě téhož roku s ním byla podniknuta první dálková jízda spolehlivosti na trase Kopřivnice – Vídeň o délce 285 km společně se dvěma dalšími vozy. Všechny vzbuzovaly po cestě nebývalou pozornost a údiv nad „vozem, který jezdí bez koní“. Jeden exemplář „Praesidenta“ je uložen ve sbírkách Národního technického muzea v Praze na Letné.

### Cesty po Evropě
V roce 1898 byl Leopold Sviták jmenován závodním (Betriebsleiter) a zároveň dle jeho pracovní knížky dočasně vystoupil ze služeb firmy, počínaje 24. listopadem, neboť se firma rozhodla Leopolda Svitáka vyslat na delší studijní cestu do ciziny. Jeho cílem bylo prostudovat stav výroby automobilů v Evropě, a tak navštívil Paříž, Drážďany, Chemnitz, Berlín, Deutz, Kolín nad Rýnem a Mannheim. Z této cesty si přinesl poznatky na řadu konstrukčních i výrobních zlepšení. Emil Hanzelka v roce 1947 vzpomínal na Leopolda Svitáka, u něhož se vyučil, že všechny součástky navrhoval, skicoval, obráběl a montoval sám, sám vyráběl i karburátory, chladiče, kuličková ložiska a ozubená kola. Každá součástka musela být vyzkoušena a často i mnohokrát vyměněna. Tehdy firma nakupovala od dodavatelů jedině řetězy, zapalovací magnety a pneumatiky. S hotovým vozem pak vyjížděl jako zkušební jezdec. Pravou rukou mu byl v té době konstruktér a dílovedoucí Jan Kuchař z Kopřivnice.
V březnu roku 1899 si dal Leopold Sviták vypracovat od stavitele Jana Smitala z Nového Jičína plán na přestavbu domku v Hukvaldech a k jejímu uskutečnění si půjčil v prosince u příborské pobočky Novojičínské záložny 2000 zlatých. Půjčku splatil v průběhu následujících čtyř let. Dnem 1. ledna 1900 mu firma zvýšila plat na 2000 zlatých ročně.

### Osudný rok 1900
Dne 1. května 1900 řídil auto při zkušební jízdě po tzv. “císařské“ silnici směrem do Místku, kde si chtěl při této příležitosti vyřídit záležitosti na úřadě. V Rychalticích u mostu přes Ondřejnici v prudkém klesání v zatáčce se auto převrhlo a vymrštilo řidiče i dva spolujezdce. Svitákův spolupracovník Jan Kuchař nehodu nepřežil (kvůli nárazu hlavou na patník), druhý spolujezdec byl těžce zraněn. Svitákovi převrhnuté auto zavalilo pravou nohu a jelikož motor i po havárii dál běžel, rozdrtila mu ji ojnice motoru až po koleno. Byl převezen do jeho domu na Hukvaldech a na jídelním stole byl téměř bez narkózy následujícího dne operován. Vedení firmy proto dalo přivézt odborníka až z vídeňské kliniky. Nicméně jeho život visel na vlásku. Díky jeho pevnému zdraví a silné tělesné konstituci dokázal snášet velké bolesti a útrapy léčení. Po více než jednoročním léčení se začal učit chodit s protézou.
Celé neštěstí mělo ještě soudní dohru a Sviták čelil obvinění ze zabití spolujezdce. Dle svědecké výpovědi u soudu libereckého průmyslníka a předsedy rakouského autoklubu barona Liebiga, který znal Svitáka jako krajně opatrného a spolehlivého řidiče, nehodu rozhodně nezpůsobil on. Mimochodem, automobil byl ihned po havárii na příkaz generálního ředitele Fischera rozebrán a Leopold Sviták se proto nikdy nedozvěděl technickou příčinu nehody. Ačkoliv všechny výlohy operace i léčení hradila firma, bylo mu slabou útěchou zvýšení platu na 4200 korun ročně.
Po návratu do kopřivnické továrny nemohl Leopold Sviták v důsledku těžkého úrazu vykonávat svou funkci v plném rozsahu, proto se stal technickým poradcem generálního ředitele a plnil úkoly související zejména se zaváděním výrobních novinek. Místo zesnulého Jana Kuchaře se stal Svitákovým asistentem Hans Ledwinka, pozdější ředitel firmy, jenž se též podílel na konstrukci prvního automobilu.

### Odchod z Kopřivnice
Od roku 1908 do 1912 byl Sviták pokladníkem Lidové záložny v Kopřivnici, kterou sám zakládal. Dne 9. května 1912 vypukla v kopřivnické továrně velká stávka za zvýšení mezd. Trvala 22 týdnů až do října, hlavně pro neústupnost generálního ředitele Fischera a generálního ředitele Vítkovických závodů Sonnenscheina. Stávka skončila kompromisem, ale Fischer byl nucen z firmy odejít. Spolu s ním odešla řada starších mistrů a úředníků, mezi nimi i 56letý Leopold Sviták, který v kopřivnickém podniku skončil po více než 27 letech práce. 28. prosince toho roku se odstěhoval se svou ženou a synem Zdeňkem definitivně na Hukvaldy.
V Kopřivnici během svého dlouhého působení vedl řadu vynikajících odborníků, kteří na něj přes jeho velkou přísnost vzpomínali v dobrém, neboť jim jeho ostrá životní škola umožnila zastávat vysoké a odpovědné funkce. Patřili mezi ně Hans Ledwinka, Emil Hanzelka či pozdější vrchní dílovedoucí automobilky v Plzni Krompholc, rodák z Příbora. Navzdory germanizačnímu kurzu bývalého ředitele Fischera a také pro jeho nezpochybnitelné odborné kvality zůstal Leopold Sviták uvědomělým Čechem a také v tomto duchu vychoval své děti.
Na Hukvaldech byl předsedou dozorčí rady Občanské záložny, vedl za první světové války obecní zásobovací agendu, byl obecním kronikářem a jako člen finanční komise se staral o obecní hospodářství. V době války byl také členem správní rady akciové společnosti A. Kunz v Hranicích a výrobním poradcem. Této funkce se vzdal v roce 1919.

### Poslední chvíle
Za svou záslužnou činnost byl v roce 1931 poctěn jako druhý v pořadí po Leoši Janáčkovi čestným občanstvím obce Hukvaldy – Sklenov. Na tuto poctu byl velmi hrdý.
V říjnu 1931 pak Leopold Sviták přestal být schopen vstát z postele. Na konci listopadu se rozloučil se svými dětmi a v půl sedmé ráno 10. prosince 1931 zemřel v přítomnosti své jedenasedmdesátilé manželky Jenovefy a její sestry Františky Weyrichové z Jaktaře.
V neděli 13. prosince 1931 se konal pohřeb za účasti svých nejbližších, hukvaldských občanů, delegátů města Kopřivnice i zástupců firmy Tatra. Ti vezli na autech rakev s jeho pozůstatky i četné věnce a květiny, za zvuků automobilových klaksonů byl Leopold Sviták uložen na hukvaldském hřbitově k poslednímu odpočinku.
Manželka Leopolda Svitáka Jenovefa zemřela 17. června 1953 ve věku 92 let a pohřbena byla rovněž na Hukvaldech. V rodinném hrobě spočívají ostatky i většiny jejích dětí, vnoučat, pravnoučat i jejich životních partnerů.

### Potomci
Z manželství Leopolda a Jenovefy Svitákových se narodilo pět dětí:
- Jaroslav (4. března 1887 Kopřivnice – 16. listopadu 1955 Praha)
- Božena (23. listopadu 1888 Kopřivnice – 1965 Brno)
- Otakar (3. března 1894 Kopřivnice – 26. srpna 1942 Berlín, věznice Plötzensee)
- Marie (červenec 1900 – 1901 Kopřivnice)
- Zdeněk (11. června 1904 Kopřivnice – říjen 1965 Praha)